# Eric Lemming
Eric Otto Valdemar Lemming (ur. 22 stycznia 1880 w Göteborgu, zm. 5 czerwca 1930 tamże) – szwedzki lekkoatleta oszczepnik.
Startował w igrzyskach olimpijskich w 1900 w Paryżu. Nie rozgrywano wówczas rzutu oszczepem i Lemming wystąpił w innych konkurencjach, zajmując 4. miejsce w skoku wzwyż, skoku o tyczce i rzucie młotem, 8. miejsce w rzucie dyskiem i 12. miejsce w skoku w dal. Wystąpił także w trójskoku, ale nie jest znane jego miejsce.
Na igrzyskach międzyolimpijskich w 1906 w Atenach Lemming zwyciężył w rzucie oszczepem stylem dowolnym, a także zdobył brązowe medale w drużynowym przeciąganiu liny oraz w klasycznym pięcioboju ułożonym podobnie do pięcioboju antycznego, składającym się ze skoku w dal z miejsca, rzutu dyskiem, rzutu oszczepem, biegu na 192 m oraz zapasów.
Zwyciężył na igrzyskach olimpijskich w 1908 w Londynie zarówno w rzucie oszczepem, jak i w rzucie oszczepem stylem dowolnym. Startował na tych igrzyskach również w rzucie młotem (8. miejsce) oraz rzucie dyskiem stylem zwykłym i greckim.
Na igrzyskach olimpijskich w 1912 w Sztokholmie obronił mistrzowski tytuł w rzucie oszczepem (konkursu rzutu oszczepem stylem dowolnym nie rozgrywano po igrzyskach w 1908), w rzucie oszczepem obiema rękami zajął 4. miejsce, a w rzucie dyskiem obiema rękami 11. miejsce.
Lemming był pierwszym oficjalnym rekordzistą świata w rzucie oszczepem (62,32 m w 1912), wcześniej 9-krotnie ustanawiał nieoficjalne rekordy świata.